# Fernet Lusera
Fernet Lusera är en klassisk fernet från Argentina som innehåller omkring 80 olika ingredienser enligt ett hemligt recept. Den sägs ha goda egenskaper för matsmältning och kan vara en ingrediens i "bitter" cocktails. Varumärket Fernet Lusera ägs av Cepas Argentinas.